# Syrisch-orthodoxe Kirche St. Georg

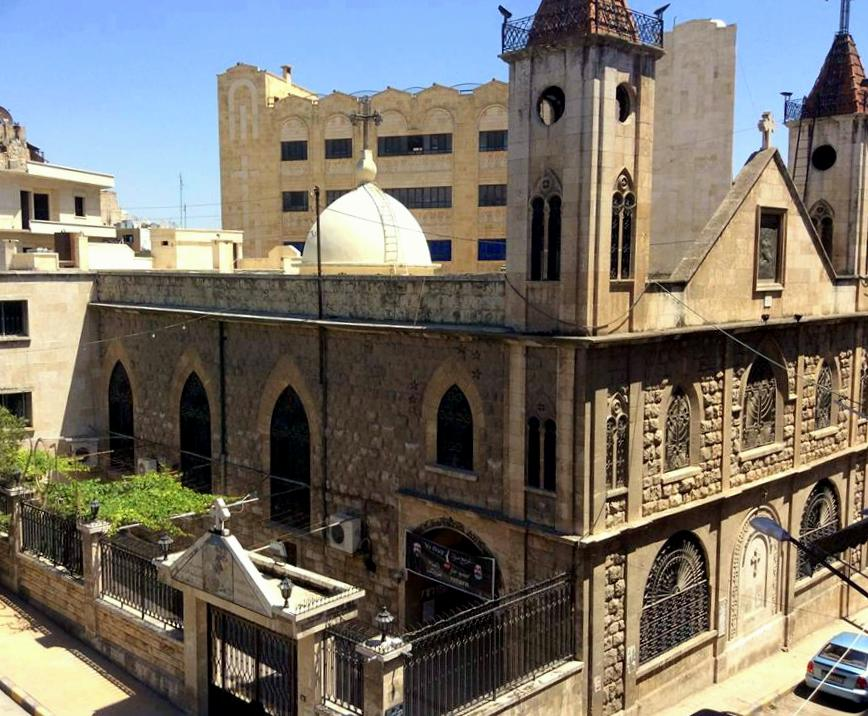
Syrisch-orthodoxe Kirche St. Georg in Aleppo, April 2017

Die Kirche Sankt Georg (arabisch كنيسة مار جرجس) ist eine Kirche der Syrisch-Orthodoxen Kirche von Antiochien in der syrischen Stadt Aleppo. Sie steht im Alten Syrischen Viertel (حي السريان القديم).

## Standort
Die Kirche steht an der Syrischen Straße (arabisch شارع السريان) im Alten Syrischen Viertel (حي السريان القديم) an deren südwestlichem Ende auf der Südseite, etwa 30 m vor deren Einmündung in die Urfa-Allee (جادة اورفا).

## Geschichte
Aleppo hat bereits lange Zeit eine syrisch-orthodoxe Gemeinde, doch im 18. Jahrhundert traten viele dieser christlichen Syrer, die damals mehrheitlich in al-Dschudaide lebten, zur syrisch-katholischen Kirche über. Im Jahre 1895 gab es ein Blutbad an der assyrischen Bevölkerung der Stadt Amid (Diyarbakır), infolgedessen Überlebende nach Aleppo gelangten und das noch heute so genannte Alte Syrische Viertel (حي السريان القديم) aufbauten. Weitere Flüchtlinge kamen nach dem Ersten Weltkrieg und dem Völkermord an den syrischen Christen (Sayfo) nach Aleppo und vergrößerten die insbesondere im Syrischen Viertel lebende syrisch-christliche, darunter auch die syrisch-orthodoxe Gemeinde erheblich. In der Folge entstand zudem auch das nördlich davon gelegene Neue Syrische Viertel (حي السريان الجديد). Die syrisch-orthodoxe Gemeinde hatte im Alten Syrischen Viertel zunächst eine provisorische Kirche aus Holz, die jedoch für die wachsende Gemeinde nicht ausreichte. Durch eine Spendenaktion kam Geld zum Bau einer großen Betonkirche zusammen, mit dem 1932 begonnen wurde. Als Vorbild diente die seit der Vertreibung der letzten Assyrer 1922 verwaiste, später als Tabakfabrik dienende Kirche der Apostel Peter und Paul in Urhoy/ar-Ruhā (Urfa), von wo ein Teil der Flüchtlinge stammte. Am 22. Dezember 1935 wurde in Anwesenheit des Patriarchen Ignatius Ephräm I. Barsum eine große Eröffnungsfeier veranstaltet. Bis der Kirchenbau ganz fertig war, vergingen jedoch noch einige Jahre. Am 6. Mai 1953 – Tag des Märtyrers Georg – wurde die fertige Kirche in Anwesenheit von Ignatius Ephräm I. Barsum eröffnet. 1983 wurde die Kirche unter Leitung von Gregorius Yohanna Ibrahim restauriert.

## Architektur und Ausstattung
Die aus dunklen Steinen gemauerte Kirche hat einen rechteckigen Grundriss und eine annähernd quaderförmige Gestalt, schließt aber im Osten, wo sich der Altar befindet, direkt an Nebengebäude an. In der Mitte des Flachdaches befindet sich eine 1951 fertiggestellte Kuppel mit Kreuz, deren niedriger Tambour mit zwölf kleinen Fenstern versehen ist. Die Decke der Kirche wird hier von vier Säulen in der Mitte getragen, die gleichzeitig die vier Evangelien symbolisieren. Die Kirche steht in West-Ost-Richtung parallel zur Syrischen Straße (arabisch شارع السريان, auch offizielle Anschrift), wobei an der Westseite (entgegengesetzt zum Altar), die Fensterreihen in zwei Etagen sowie einen Scheingiebel aufweist, an beiden Ecken je ein Glockenturm mit quadratischem Querschnitt steht. Der Eingang ist an der Nordseite neben der nordwestlichen Ecke. Die Kirche hat große Spitzbogenfenster. Die zwölf Apostel sind auf 1983 – in der Zeit von Gregorius Yohanna Ibrahim – angefertigten Bildern dargestellt. Neben der Kirche befindet sich ein Schrein des Heiligen Severus von Antiochia, der in der Zeit von Gregorius Yohanna Ibrahim entstand.
Aus der später zur Fabrik umgestalteten Peter-und-Paul-Kirche von Urhoy (Urfa) brachten die Syrer viele alte syrische Manuskripte mit, darunter eine Bibel aus dem 12. Jahrhundert n. Chr., zwei Bibelbücher, die um 1600 vom Erzbischof von Urhoy übersetzt wurden, eine Kopie eines syrischen Manuskripts mit dem Titel „allgemeine zivile Religionsgeschichte“, geschrieben vom Patriarchen Michael der Syrer (1126–1199), zwei Manuskripte von Büchern des heiligen Gregorius Yohanna Ibn al-Abri, 40 handschriftliche theologische Bücher über christliche liturgische Gebete über das ganze Jahr sowie die Kopie des Bundes, den die muslimischen Kalifen den Christen in Jerusalem gaben.